# Artéria tibial anterior
Na anatomia, a artéria tibial anterior leva o sangue da artéria poplítea para o compartimento anterior da perna e superfície dorsal do pé.
É acompanhada de uma veia profunda, a veia tibial anterior, ao longo de sua trajetória.
No tornozelo se torna a artéria dorsal do pé.

## Imagens adicionais

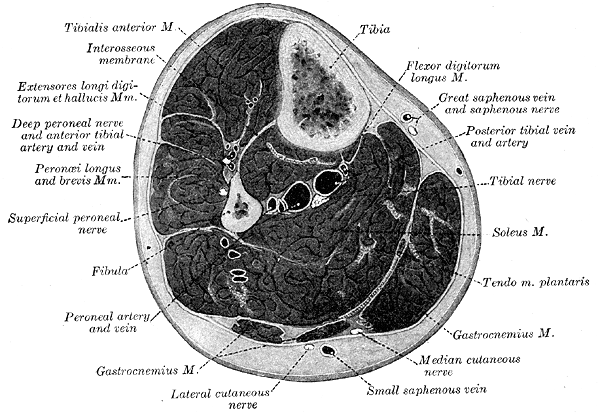
Secção transversa no meio da perna.